# Distrito de Monsefú

El distrito de Monsefú es uno de los veinte que conforman la provincia de Chiclayo, ubicada en el departamento de Lambayeque, en el Norte del Perú.
Desde el punto de vista jerárquico de la Iglesia católica, forma parte de la Diócesis de Chiclayo.

## Toponimia
Durante la colonia española, el sacerdote Fernando de la Carrera, párroco de Reque, en su obra “Arte de la lengua Yunga”, considerada como la gramática descriptiva colonial del mochica mejor conservada, sostiene en 1644 que el término “Monsefu” proviene del mochica “Omænssefæc". 

## Historia
Antes de la llegada de los españoles Monsefú habría sido parte del Cacicazgo de Cinto, con el nombre de Chuspo, cuyo centro principal habría estado ubicado a inmediaciones del cerro San Bartolo.
A inicios de la segunda mitad del siglo XVI, habrían sido reducidos en Callanca, las fuertes lluvias e inundaciones de 1578, malograron los sembríos y afectaron a la población compuesta de huacotoledistas.
En 1612 los pobladores de Callanca son atacados por una enfermedad, la población fue diezmada por este mal, los sobrevivientes después de algunos años, se localizaron en lo que hoy es Monsefú.
El pueblo de Monsefú fue creado en la época de la Independencia por el Libertador Simón Bolívar y elevado a la categoría de ciudad el 26 de octubre de 1888.

## Geografía
Su área territorial abarca 44,94 km² y tiene una población de 30.000 habitantes (estimación año 2010 - fuente INEI) Monsefú es conocida por su comida y sus tradiciones.

### Relieve
Es casi llano, notándose elevaciones de terreno muy aisladas tales como las colinas de Poncoy y las de Valle Hermoso al norte de la ciudad, y al oeste las dunas y médanos que sirven como límite con la caleta de Santa Rosa. El territorio plano es tierra de cultivo.

### Hidrografía
Monsefú no posee ningún río. Su campiña se encuentra regada por las aguas del río Reque canalizadas mediante una acequia principal conocida como Acequia Grande, la que desde la bocatoma en Alicán, viene regando las tierras de cultivo por intermedio de otras acequias menores o regaderas.
- Por el norte:

Una línea recta que parte de la huaca llega a un punto determinado por las coordenadas 6º 50' 39" y 79º 53' 56" en el Oeste desde donde sigue hasta encontrar la acequia de Pómape. Sigue por esta acequia hasta empalmar con la acequia madre o principal y esta a su vez llega hasta el Río Reque, llamado antiguamente Río Seco o Piloplo, frente al cerro Boró.
- Por el este y sur:

Una línea sinuosa determinada por el cauce del río Reque hasta su desembocadura en el Océano Pacífico.
- Por el oeste:

El litoral bañado por el Océano Pacífico, desde un punto conocido como la Bocana de San Pedro, siguiendo de allí una línea recta hasta llegar a la Huaca de Sorrocoto.

### Clima
Es variado temperatura semi-tropical, ya que parte de su territorio está sobre la orilla del mar, y otra alojada en el valle del río Reque.

### Recursos naturales
Su suelo presenta fértiles terrenos de cultivo en el sector de Callanca, Cúsupe y Larán, y un tanto salitrosos cerca al mar, donde se encuentran pantanos y médanos.
Su flora es propia de las riberas del río, presentando especies como caña brava, carrizos, sauce, pájaro bobo, chilcos, totora, hinea, además de grama salada.
Su fauna es pobre. En el río Reque encontramos la mojarra, el cachuelo, el life, el bagre, el cascafe y los camarones. Existen diversidad de insectos como chicharras, mariposas, luciérnagas, moscas, zancudos, tábanos.
Entre las aves tenemos paloma, huanchaco, gorrión, guarda caballo, garza, patillos, lechuza. Además ratas, ratones, mucas, culebras, lagartijas. Su costa presenta una variada fauna, propia de la zona.

## Capital
Monsefú no tiene capital.
la ciudad de Monsefú está ubicada a 15 km al sur este de la ciudad de Chiclayo, a 11 msnm. Está situada a 6º 50' 39" de latitud sur y a 79º 53' 56" de longitud del Meridiano de Greenwich.

## División administrativa
1. Ciudad de Monsefú: Ciudad artesanal y turística. a 4.6 km del sector cruce (desvió) con el sector de Chosica del Norte.
2. Callanca: Poblado cercano a Reque donde se ofertan numerosos platos típicos de la gastroscopia regional.
3. Chosica del Norte: Pertenece al continuo urbano de la ciudad de Chiclayo, en la panamericana, entre los distritos de "La Victoria y Reque".
4. El Destino: Pertenece al Continuo urbano de la ciudad de Chiclayo.
5. El Tacojudo: Pertenece al continuo urbano de la ciudad de Chiclayo, en la panamericana entre los distritos de la Victoria (al sur) y el sector Chosica del Norte.

## Autoridades
Alcaldes de Monsefú

### Municipales
- 2023-2026[3]
  - Alcalde Electo: Lic.Erwin Huertas Uceda (2023), del Partido ACCIÓN POPULAR.
  - Regidores : Yerisf Marylin Caicedo Limo, Manuel Candelario Garay Flores, José Demecio Puicòn Lluen , Jesús del Pilar Gamarra Llumpo, María Isidora Custodio Agapito, Pedro Uceda Lluen, Victorino Túllume Chancafe.
- 2019 - 2022
  - Alcalde: Ing. Manuel Pisfil Miñope
- 2015 - 2018
  - Alcalde: Miguel Ángel Bartra Grosso
- 2011 - 2014
  - Alcalde: Rita Elena Ayasta de Díaz
- 2007 - 2010
  - Alcalde: Lázaro Puicón Albino.
- 1976 - 1979
  - Alcalde: Limberg Chero Ballena

### Policiales
- Comisaría  
  - Comisarioː Mayor PNP Astrid Salas Serpa

### Religiosas
- Diócesis de Chiclayo[4]
  - Obispo de Chiclayo: Mons. Robert Francis Prevost, OSA[5]
- ̈Parroquia San Pedro[6]
  - Párrocoː Pbro. Manuel Urias
  - Vicario Parroquialː Pbro. Germán Mesta Vera.

## Festividades

### Feria patronal de Jesús Nazareno Cautivo
Esta imagen es el santo patrón del pueblo y su fiesta se celebra todo el mes de septiembre. El día central de su fiesta es el 14 de septiembre y según la costumbre del pueblo, es el día para los visitantes. 8 días después se celebra "la octava" de la feria. Este día es el día del pueblo, en el que las mujeres monsefuanas salen a pasear luciendo todas sus alhajas.

### FEXTICUM
Es la fiesta popular más importante del departamento de Lambayeque, está incluida dentro del calendario turístico nacional del Perú (Fiestas de Perú).
Acrónimo de Feria de Exposiciones Típico Culturales de Monsefú. 
Se celebra en las Fiestas patrias peruanas en la ciudad de Monsefú. 
Esta fiesta nace en 1973, a iniciativa del profesor Limberg Chero Ballena, logrando transformarla en la frontera viva entre el avance del transculturalismo acompasado y el genuino realce de la cultura muchic.
El FEXTICUM es una manifestación de la cultura monsefuana en la que se expone las costumbres, la creación cultural, gastronómica e intelectual del norte del Perú Muchick.